# Brook Benton
Brook Benton, geboren als Benjamin Franklin Peay (Lugoff, 19 september 1931 – New York, 9 april 1988), was een Amerikaanse pop- en r&b-zanger en componist.

## Jeugd en carrière
Benton bezocht tot 1947 de Jackson High School in Camden, South Carolina. Tijdens deze periode zong hij vervolgens in het Efucus-Methodist Church Choir en vervoegde zich later bij het gospelkoor Camden Jubilee Singers. In 1948 verhuisde hij naar New York om daar als vrachtwagenchauffeur te gaan werken. Hij werd lid van de Jerusalem Stars, een door het latere Drifters-lid Bill Pinkney geleid gospelkoor. In 1955 richtte hij de r&b-groep The Sandmen op, waarmee hij ook twee platen opnam bij Okeh Records, die werden geproduceerd door de toentertijd 22-jarige Quincy Jones. In 1956 bracht hij, onder zijn eigen naam Brook Benton, zijn eerste solosingle Bring Me Love / Some Of My Best Friends uit. In hetzelfde jaar werkte hij samen met Little Richard en Chuck Berry in de muziekfilm Mr. Rock n Roll. Er volgden twee singles bij Epic Records en in 1957 en 1958 vier publicaties bij het label Vik Records. Bij Vik had hij met het nummer A Million Miles From Nowhere (1958) zijn rentree in de Billboard Hot 100 met de hoogste notering op de 82e plaats.
Terzelfder tijd werd Benton lid van het songwriterteam van Clyde Otis en schreef het succesnummer Looking Back voor Nat King Cole (Billboard, 6e plaats) en A Lover's Question voor Clyde McPhatter. Verder zorgde hij met talrijke demoversies voor een bijverdienste. Na een kort tussenspel met een plaatopname bij het label RCA Victor tekende Benton aan het eind van 1958 een langdurig contract bij Mercury Records. Reeds zijn eerste single werd een groot succes, met het door het Otis-team geschreven nummer It's Just A Matter Of Time scoorde hij een 3e plaats bij de Hot 100 en een 1e plaats in de r&b-hitlijst. Van de single werden meer dan een miljoen exemplaren verkocht. Met het nummer Endlessly (1959) veroverde Benton de Britse hitlijsten, bij New Musical Express kwam hij tot de 28e plaats. In 1960 verschenen twee singles met de populaire jazz- en blueszangeres Dinah Washington, die zich nestelden in de Top 100.
Het nummer Baby belandde op de 5e plaats en A Rockin' Good Way bereikte de 7e plaats. In de r&b-hitlijst veroverden beide nummers de toppositie. Een verder miljoenensucces had Benton met het uitgebrachte nummer The Boll Weevil Song (1961). Met zijn versie van een oud folklied kwam hij bij de Hot 100 op de 2e plaats, de beste notering in zijn carrière, bij r&b noteerde hij eveneens een 2e plaats. In Groot-Brittannië behaalde The Boll Weevil Song een 28e plaats. Dankzij zijn hitnoteringen in Groot-Brittannië, had hij daar meerdere publieke optredens, waaronder in de Beatles-tv-show Saturday Night At The London Palladium en in de Greatest Record Show of 1963. Een jaar later trad hij voor 25.000 dollar een week lang op in het New Yorkse Apollo Theatre. Daarnaast had hij talrijke optredens in Amerikaanse tv-series.
Tot 1965 kon Benton zich met 44 titels regelmatig plaatsen in de Hot 100. Zijn vooralsnog laatste Hot 100-succes was het nummer Mother Nature, Father Time (58e plaats), nog eens een coproductie van Benton-Otis. De single was reeds bij RCA Victor verschenen, nadat Bentons contract bij Mercury Records na zeven jaar was beëindigd. Ondertussen had de zogenaamde Britse invasie met hun popbands Noord-Amerika bereikt en de platen van Benton en andere Amerikaanse sterren verkochten zich niet meer. Nadat zich bij RCA geen verdere successen aandienden, wisselde Benton in een snelle volgorde de labels (Reprise Records, Cotillion Records, MGM Records en andere). Bij Cotillion had hij in 1970 met Rainy Night in Georgia (4e plaats, Hot 100; 1e plaats r&b-hitlijst) nog eens een succesvol nummer, die tot een miljoenenhit uitgroeide. Met zijn ontspannen stijl en een omvangrijk repertoire werd Brook Benton een van de succesvolste balladezangers in de Verenigde Staten.

## Privéleven
Brook Benton trouwde met Mary Benton in 1954 in New York. Ze kregen 5 kinderen, Brook jr., Vanessa, Roy, Gerald en Benjamin.

## Overlijden
Brook Benton overleed in 1988 op 56-jarige leeftijd, verzwakt door een longontsteking, aan de gevolgen van een hersenvliesontsteking in het New Yorkse Mary Immaculate Hospital.

## Discografie (singles)

### Singles
Bij Okeh Records
- 1956: Bring Me Love / Some Of My Best Friends

Bij Epic Records
- 1956: Love Made Me Your Fool / Give Me A Sign
- 1957: The Wall / All My Love Belongs To You

Bij Vik Records
- 1957: I Wanna Do Everything For You / Come On Be Nice
- 1957: A Million Miles From Nowhere / Devoted
- 1958: Because You Love Me / Crinoline Skirt
- 1958: Crazy In Love With You / I'm Coming Back To You

Bij RCA (Victor) Records
- 1959: Only Your Love / If Only I Had Known

Bij Mercury Records
- 1959: It's Just A Matter Of Time / Hurtin' Inside
- 1959: Endlessly / So Close
- 1959: Thank You Pretty Baby / With All Of My Heart
- 1959: So Many Ways / I Want You Forever
- 1959: This Time Of The Year / Nothing In The World
- 1959: This Time Of The Year / How Many Times
- 1960: Baby / I Do (& Dinah Washington)
- 1960: The Ties That Bind / Hither, Thither And Yon
- 1960: A Rockin' Good Way / I Believe (& Dinah Washington)
- 1960: Kiddio / The Same One
- 1960: Fools Rush In / Someday You'll Want Me To Want You
- 1960: This Time Of The Year / Merry Christmas, Happy New Year
- 1961: Think Twice / For My Baby
- 1961: The Boll Weevil Song / Your Eyes
- 1961: Frankie And Johnny / It's Just A House Without You
- 1961: Revenge / Really Really
- 1961: Shadrack / The Lost Penny
- 1962: Walk On The Wild Side / Somewhere In The Used To Be
- 1962: Hit Record / Thanks To The Fool
- 1962: Lie To Me / With The Touch Of Your Hand
- 1962: Hotel Happiness / Still Waters Run Deep
- 1963: I Got What I Wanted / Dearer Than Life
- 1963: My True Confession / Tender Years
- 1963: Two Tickets To Paradise / Don't Hate Me
- 1963: Baby, You've Got It Made / Stop Foolin' (& Damita Jo)
- 1963: This Time Of The Year / You're All I Want For Christmas
- 1963: Going, Going, Gone / After Midnight
- 1964: Too Late To Turn Back Now / Another Cup Of Coffee
- 1964: A House Is Not A Home / Come On Back
- 1964: Lumberjack / Don't Do What I Did
- 1964: Do It Right / Please, Please Make It Easy
- 1965: Special Years / Where There's A Will
- 1965: Love Me Now / A-Sleepin' At The End Of The Bed

Bij RCA (Victor) Records
- 1965: Mother Nature, Father Time / You're Mine
- 1965: Where There's Life / Only A Girl Like You
- 1966: Too Much Good Lovin' / A Sailor Boy's Love Song
- 1966: Break Her Heart / In The Evening In The Moonlight
- 1966: Where Does A Man Go To Cry / The Roach Song
- 1966: So True In Life, So True In Love / If You Only Knew
- 1966: Our First Christmas Together / Silent Night
- 1967: Wake Up / All My Love Belongs To You
- 1967: Keep The Faith Baby / Going To Soulsville

Bij Reprise Records
- 1967: You're The Reason I'm Living / Laura
- 1967: Glory Of Love / Weakness In A Man
- 1968: Instead (Of Loving You) / Lonely Street

Bij Cotillion Records
- 1968: I Just Don't Know What to Do with Myself / Do Your Own Thing
- 1969: She Knows What To Do With 'Em / Touch 'Em With Love
- 1969: Nothing Can Take The Place Of You / Woman Without Love
- 1969: Rainy Night In Georgia / Where Do You Go From Here
- 1970: My Way / A Little Bit Of Soap
- 1970: Don't It Want To Make You Go Home / I've Gotta Be Me
- 1970: Shoes / Let Me Fix It
- 1971: Take A Look At Your Hands / If You Think God Is Dead
- 1971: Please Send Me Someone To Love / She Even Woke Up To Say Goodbye
- 1971: A Black Child Can't Smile / If You Think God Is Dead
- 1971: Soul Santa / Let Us All Get Together With The Lord
- 1972: Movin' Day / Poor Make Believer

Bij MGM Records
- 1972: If You've Got The Time / You Take Me Home Honey

Bij Brut
- 1973: Lay Lady Lay / A Touch Of Class
- 1973: South Carolina / South Carolina

Bij Confidence
- 1973: Lay Lady Lay / South Carolina

### Langspeel-albums
Vinyl-lp's
- 1959: It's Just A Matter Of Time
- 1959: Endlessly
- 1961: The Boll Weevil Song
- 1962: There Goes That Song Again
- 1962: Golden Hits
- 1962: Lie To Me
- 1963: Best Ballads Of Broadway
- 1963: Golden Hits Volume 2
- 1964: Born To Sing The Blues
- 1966: That Old Feeling
- 1966: My Country
- 1969: Do Your Own Thing
- 1970: Brook Benton Today
- 1970: Home Style
- 1972: Story Teller
- 1973: Something For Everyone

Cd-albums
- 2011: The Silky Smooth Tones 	Jasmine
- 2010: It's Just A Matter Of Time
- 2008: At His Best
- 2008: Best Of Brook Benton
- 2007: My Country / That Old Feeling
- 2006: Silky Soul Balladeer
- 2005: For My Baby
- 2004: Rainy Night in Georgia
- 2003: 20 Greatest Hits
- 2003: Legendary Song Stylist
- 2003: Songs I Love To Sing
- 2001: Endlessly: Greatest Hits
- 2001: The Best Of Brook Benton
- 1998: Greatest Hits
- 1989: A Rockin' Good Way

- Biblioteca Nacional de España: XX1104049
- Bibliothèque nationale de France: cb138913702 (data)
- Gemeinsame Normdatei: 134326415
- International Standard Name Identifier: 0000 0000 7357 0814
- Library of Congress Control Number: no91029586
- MusicBrainz: e449337e-4192-415d-88d0-81352c068d2c
- Nationale Bibliotheek van Tsjechië: mzk2003208445
- Nederlandse Thesaurus van Auteursnamen: 070733384
- Virtual International Authority File: 5116919
- WorldCat: E39PBJm9bWqbw4byY9c8kxmfMP